# Pilarzowe
Pilarzowe (Tenthredinoidea) – nadrodzina błonkówek z podrzędu rośliniarek.
Przedstawiciele tej grupy wyróżniają się od innych rośliniarek zwężonym pośrodku przedpleczem, brakiem szwu sutura transscutalis na śródpleczu oraz obecnością dwóch ostróg na wierzchołkowej części goleni przedniej pary odnóży.
Gąsienicowate larwy tych owadów są fitofagami. Większość to foliofagi żerujące od zewnątrz na liściach różnych roślin, od paprotników po okrytonasienne. Znaleźć w tej grupie można jednak także gatunki drążące łodygi, minujące liście oraz indukujące powstawanie galasów na różnych organach roślinnych.
Do nadrodziny tej należy około 7300 opisanych gatunków, zgrupowanych w blisko 600 rodzajach i następujących rodzinach:
- Argidae – obnażaczowate
- Blasticotomidae – wietlicznikowate
- Cimbicidae – bryzgunowate
- Diprionidae – borecznikowate
- †Electrotomidae
- Pergidae
- Tenthredinidae – pilarzowate
- †Xyelotomidae

Najstarszym znanym gatunkiem jest Pseudoxyelocerus bascharagensis, pochodzący z wczesnej jury.